# Haruji Matsue
Pour les articles homonymes, voir Matsue (homonymie).
Haruji Matsue (松江 春次, Matsue Haruji, 15 janvier 1876 - 29 novembre 1954) est un entrepreneur japonais qui fut la première personne à fabriquer des carrés de sucre au Japon. Son frère, le général Toyohisa Matsue, était commandant du camp de prisonniers de Bandō durant la Première Guerre mondiale.

## Biographie

### Jeunesse
Matsue est le second fils d'un ancien samouraï du domaine d'Aizu. En 1899, il sort diplômé de l'école technologique de Tokyo et est embauché à la compagnie sucrière Dai-Nippon. Cependant, en 1903, il réussit un examen organisé par le ministère de l'Agriculture et du Commerce et reçoit une bourse pour étudier à l'étranger. Il est envoyé à l'université d'État de Louisiane, très connue à l'époque pour son travail dans la culture du sucre, et y obtient finalement une maîtrise. Il retourne au Japon en 1907 et est nommé directeur de la fabrique d'Osaka de la Dai-Nippon. Cependant, Matsue quitte la compagnie en 1908 après qu'elle a été visée par un scandale de corruption de plusieurs membres de la Diète du Japon et il se rend à Taïwan (alors sous contrôle japonais). Il travaille pour deux compagnies sucrières mais démissionne après des désaccords avec leur direction et après avoir réalisé qu'elles sont dans une situation financière très précaire. En visitant Saipan et Tinian dans les îles Mariannes, il réalise leur potentiel dans le développement de culture de canne à sucre et retourne au Japon à la recherche d'investisseurs.

### La compagnie Nanyō Kōhatsu K.K.
Pendant ce temps, le premier gouverneur du Mandat des îles du Pacifique, Tezuka Toshiro, demande l'aide de la compagnie de développement oriental pour revitaliser l'économie de Saipan et sauver les anciens employés des deux compagnies en faillite, la Nishimura Takushoku et la Nan'yō Shokusan.Avec les capitaux de ces compagnies et l'accord du gouvernement, Matsue achète les actions de la Nan'yō Shokusan. En 1921, il fonde la Nan’yō Kōhatsu (Compagnie de développement des Mers du Sud). Il forme les travailleurs japonais de Saipan et en apporte d'autres d'Okinawa et de la région du Tōhoku pour nettoyer les terres, cultiver et récolter la canne à sucre, et construire ses raffineries.
En 1925, Matsue fait construire une fabrique d'alcool et de glace à Saipan, plantant plus de 3 000 hectares de sucre, et agrandissant ses opérations aux îles voisines de Saipan. À la fin de la décennie, il a déjà amené plus de 5 000 travailleurs dans les îles Mariannes. La compagnie devient rapidement la plus grande entreprise du mandat japonais, employant plus de 40 000 personnes. Matsue fait également construire de nombreuses installations de loisirs pour ses employés.
Fervent partisan de la doctrine d'expansion vers le Sud (Nanshin-ron), c'est-à-dire de la colonisation des îles d'Océanie y compris celles de l'indonésie tenus par les Européens, Matsue développe les activités de son entreprise dans les territoires néerlandais et australiens de l'Asie du Sud -Est, particulièrement à Célèbes, au Timor portugais et en Nouvelle-Guinée. La compagnie rachète des plantations locales de coprah et des sites de mareyage, et fonde une compagnie maritime. Il entretient également de proches relations avec la marine impériale japonaise. Matsue démissionne de son poste de président de la Nan’yō Kōhatsu en 1940 et quitte totalement la compagnie en 1943. Il fait un don à sa ville natale d'Aizuwakamatsu. Une école de technologie, l'Aizu Kōgyon kōkō, est construite grâce à ses fonds. Il meurt en novembre 1954 d'une hémorragie cérébrale.

## Source de la traduction
- (en) Cet article est partiellement ou en totalité issu de l’article de Wikipédia en anglais intitulé « Haruji Matsue » (voir la liste des auteurs).
- Notices d'autorité :   - VIAF
  - ISNI
  - LCCN
  - Japon
  - WorldCat